# Receptor nuclear
En el campo de la biología molecular, los receptores nucleares son una clase de proteínas que se encuentran en el interior de células responsables de detectar la presencia de hormonas esteroideas y tiroideas, además de otra serie de moléculas. Estos receptores trabajan en concreto con otras proteínas que regulan la expresión de genes específicos y, de ese modo, controlan en el organismo procesos de desarrollo, de homeostasis y del metabolismo.
Los receptores nucleares tienen la capacidad de unirse directamente al ADN y regular así la expresión de los genes adyacentes. De hecho, estos receptores son clasificados como factores de transcripción. La regulación de la expresión génica mediada por receptores nucleares solo se produce cuando un ligando —una molécula que afecta de algún modo el comportamiento del receptor— está presente. Más específicamente, la unión de ligandos a los receptores nucleares genera un cambio conformacional en el receptor, el cual pasa a un estado activado que le permite alterar la expresión génica.
La única propiedad de los receptores nucleares que les permite diferenciarse de otras clases de receptores es su capacidad de interaccionar directamente con el ADN y controlar así la expresión génica. Por ello, los receptores nucleares juegan un papel crucial tanto en el desarrollo embrionario como en la homeostasis en el individuo adulto. Como se discutirá en detalle más abajo, los receptores nucleares podrían ser clasificados de acuerdo a su mecanismo de acción o a su homología.

## Distribución
Los receptores nucleares son específicos de los metazoos (animales), no habiéndose encontrado en protozoos, algas, hongos o plantas. Entre las especies animales, no han sido encontrados en esponjas, pero sí en cnidarios y en otros animales superiores. Se han descrito unos 270 receptores nucleares solo en la especie Caenorhabditis elegans. En humanos, ratón y rata se han encontrado 48, 49 y 47 receptores nucleares, respectivamente.

## Ligandos

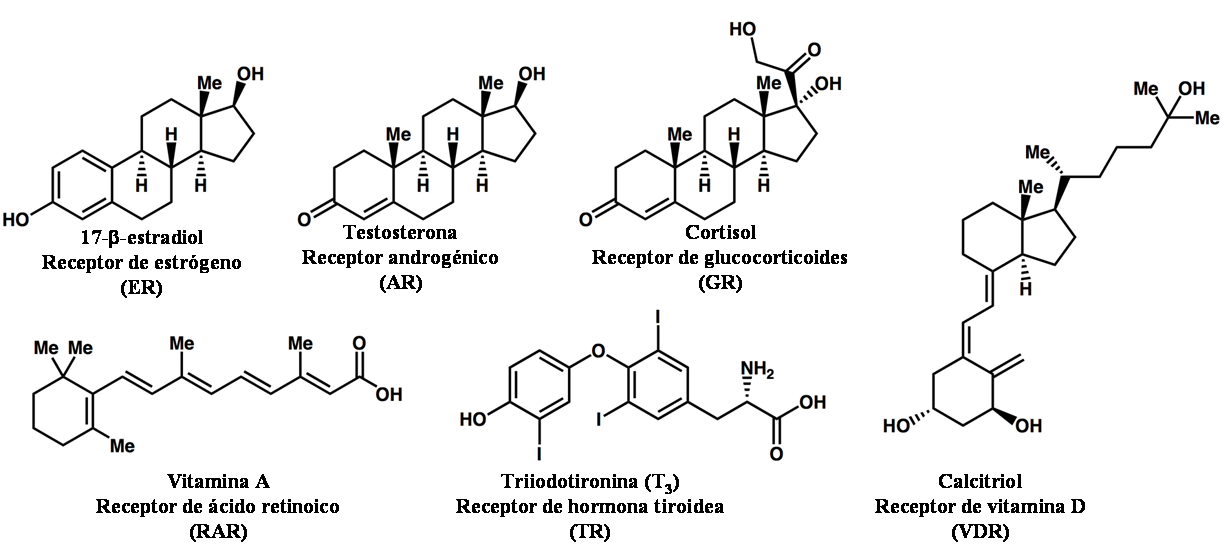
Estructura de algunos de los ligandos de receptores nucleares endógenos con el nombre del receptor al que se une cada uno de ellos.

Los ligandos que se unen y activan receptores nucleares incluyen sustancias lipofílicas tales como hormonas endógenas, vitamina A, vitamina D y perturbadores endocrinos xenobióticos. Debido a que los receptores nucleares regulan la expresión de un gran número de genes, los ligandos que activan estos receptores pueden tener efectos drásticos en el organismo. Muchos de estos genes regulados están asociados con diversas enfermedades, lo que explica por qué las dianas moleculares de aproximadamente el 13% de los fármacos aprobados por la FDA (Administración de Alimentos y Medicamentos) son receptores nucleares.
Cierto número de receptores nucleares se denominan «receptores huérfanos», ya que no se conocen ligandos endógenos que se les unan. Algunos de estos receptores, como FXR, LXR y PPAR, se unen a determinados intermediarios metabólicos tales como ácidos grasos, ácidos biliares y/o esteroles, con muy baja afinidad. Se piensa que estos receptores podrían ejercer su función como sensores metabólicos. Otros receptores nucleares, tales como CAR y PXR parecen funcionar como sensores de xenobióticos que activan la expresión de las enzimas del citocromo P450 implicadas en el metabolismo de dichos xenobióticos.

## Estructura

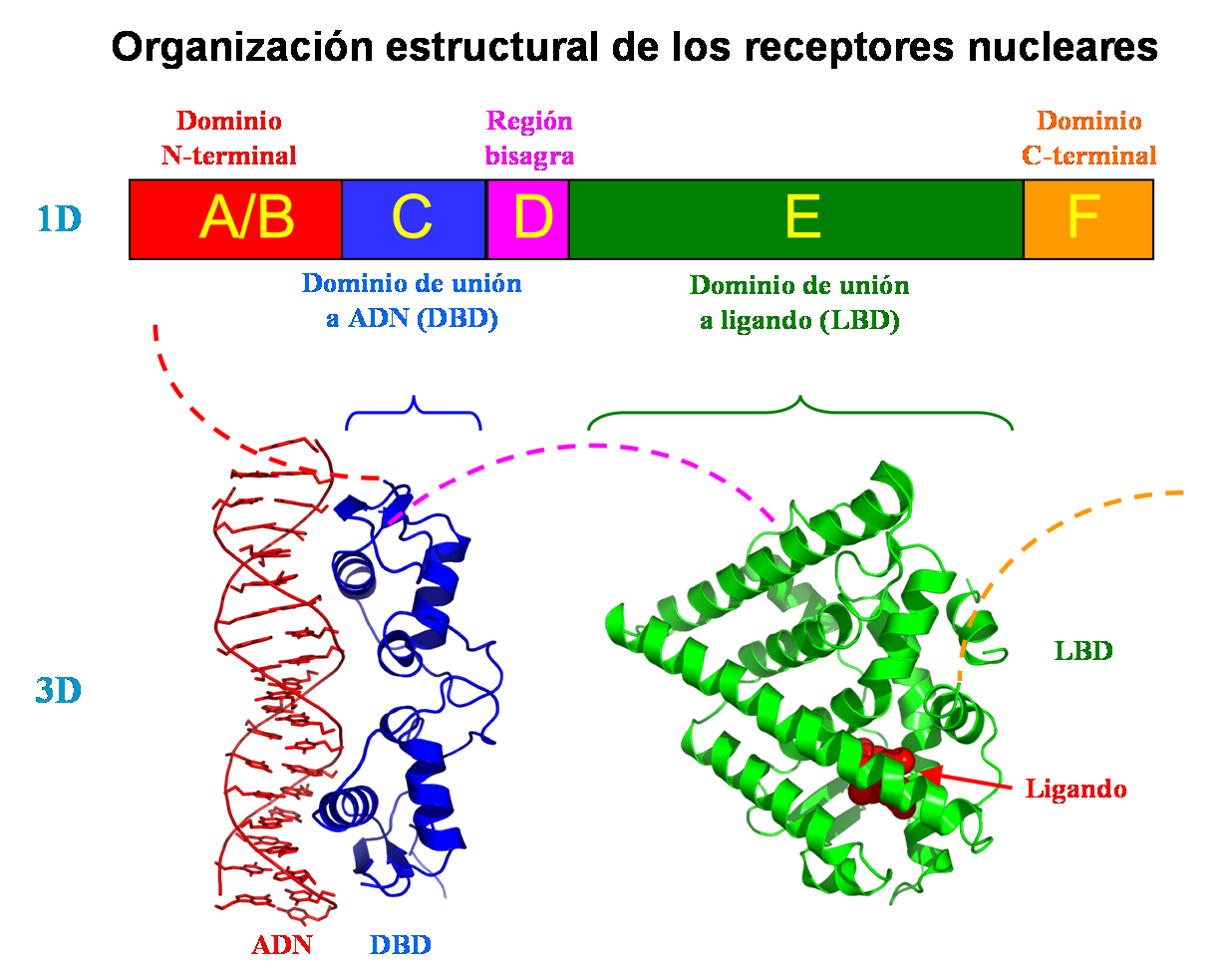
Organización estructural de los receptores nucleares
Arriba – Esquema de la secuencia de aminoácidos de un receptor nuclear.
Abajo – Estructura 3D de las regiones DBD (de unión a ADN) y LBD (de unión a ligando) de un receptor nuclear. Las estructuras mostradas corresponden al receptor de estrógeno. Las estructuras del dominio N-terminal (A/B), de la región bisagra (D) y del dominio C-terminal (F) aún no han sido determinadas, por lo que han sido representadas con líneas punteadas de color rojo, morado y naranja, respectivamente.

Los receptores nucleares presentan una estructura modular y contienen los siguientes dominios:
- A-B) Dominio regulador N-terminal: contiene la función de activación 1 (AF-1), cuya acción es independiente de la presencia de ligando.[15] La activación transcripcional de AF-1 suele ser muy débil, pero presenta un efecto sinérgico con AF-2 en el dominio LBD (ver a continuación) que da lugar a una regulación de la expresión génica mucho más fuerte. El dominio A-B es muy variable a nivel de secuencia entre los distintos receptores nucleares.
- C) Dominio de unión a ADN (DBD): dominio muy conservado que contiene dos dedos de zinc los cuales unen específicamente una secuencia del ADN denominada elemento de respuesta a hormonas (HRE).
- D) Región bisagra: región estructural que muestra una gran flexibilidad y conecta los dominios DBD y LBD. Tiene un importante papel en el tráfico celular y en la distribución subcelular.
- E) Dominio de unión a ligando (LBD): este dominio se encuentra moderadamente conservado a nivel de secuencia y muy conservado a nivel de estructura entre los distintos receptores nucleares. La estructura terciaria del dominio LBD suele ser referido como un motivo sandwich de hélices alfa en el cual se disponen tres hélices alfa antiparalelas (el relleno del sandwich) flanqueadas por dos hélices alfa en uno de los laterales y otras tres hélices alfa en el otro lateral (el pan del sandwich). El surco de unión a ligando se encuentra en el interior del dominio LBD, justo debajo de las tres hélices antiparalelas del sandwich. Junto con el dominio DBD, LBD contribuye a la dimerización del receptor nuclear y, además, es capaz de unir coactivadores y correpresores. El dominio LBD también contiene la función de activación 2 (AF-2), cuya acción es dependiente de la presencia de ligando unido.[15]
- F) Dominio C-terminal: este dominio muestra variabilidad entre los distintos receptores nucleares.

## Mecanismo de acción

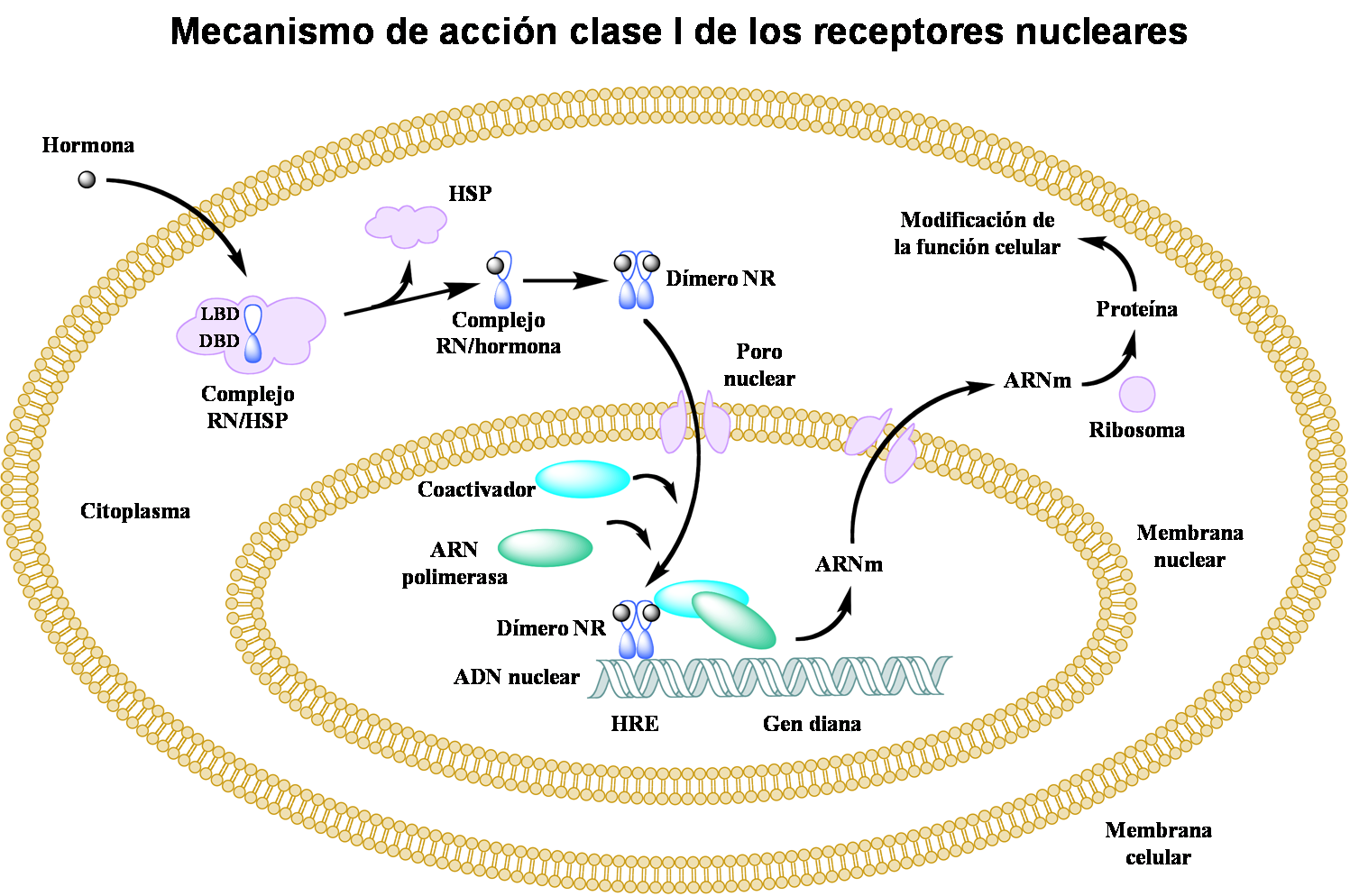
Mecanismo de acción de los receptores nucleares (Clase I). Esta figura describe el mecanismo del receptor nuclear (RN) de clase I el cual, en ausencia de ligando, se localiza en el citoplasma. La teoría clásica indica que la unión de la hormona al RN produce la disociación de las proteínas de choque térmico (HSP), la dimerización y la traslocación al núcleo donde el RN se unirá a una secuencia específica del ADN conocida como elemento de respuesta a hormonas (HRE). Sin embargo, evidencias más recientes demostraron que las HSP deben permanecer asociadas para el retrotransporte mediado por el complejo de proteínas motoras dineína/dinactina, produciéndose la disociación en el nucleoplasma. El complejo RN-ADN presenta la capacidad de reclutar otras proteínas implicadas en la transcripción de los genes diana, que expresarán proteínas que darán lugar a cambios en la función celular.

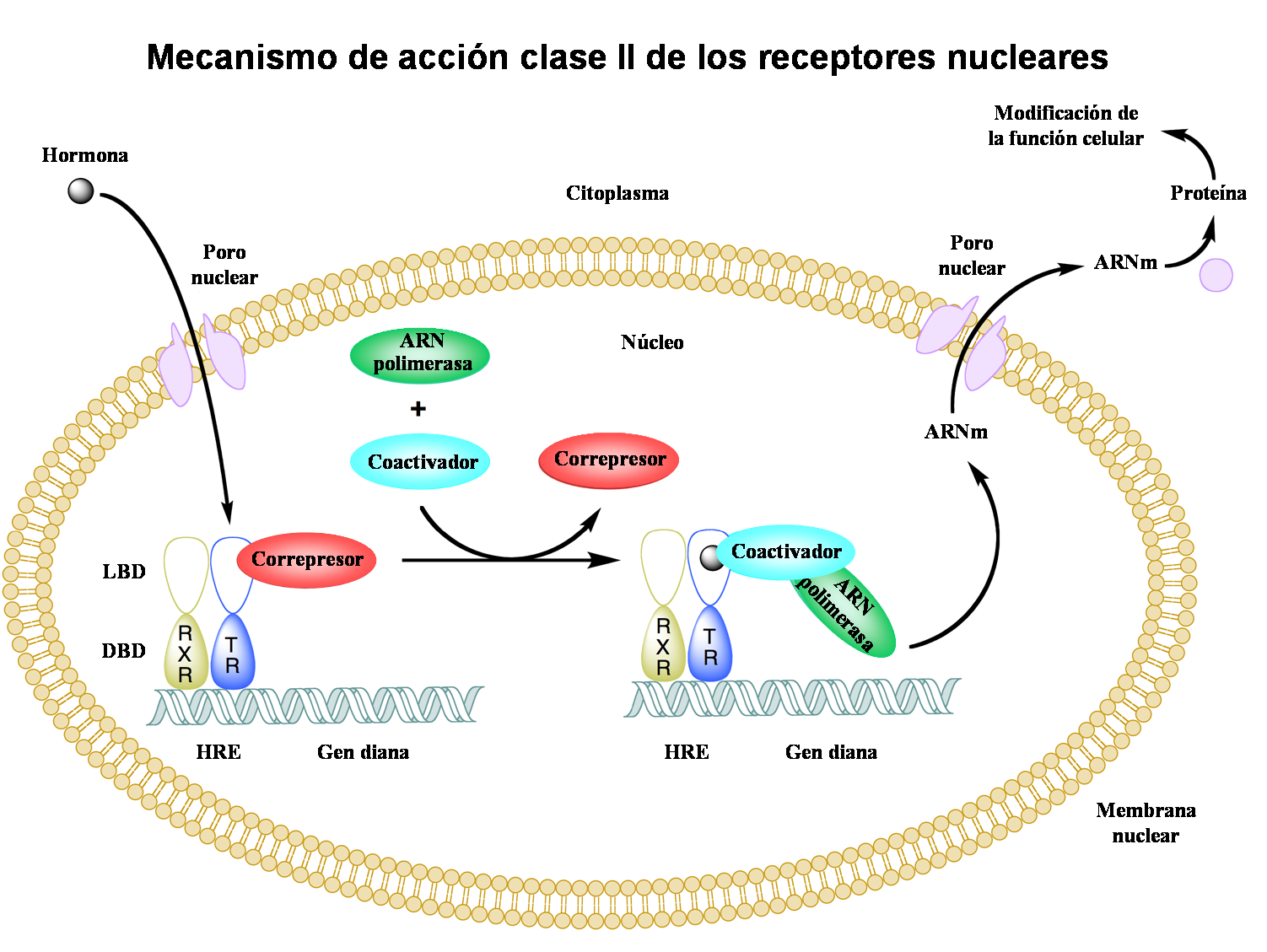
Mecanismo de acción de los receptores nucleares (Clase II). Esta figura describe el mecanismo de los receptores nucleares tipo II, a pesar de que el estatus de unión del ligando se sitúa en el núcleo unido al ADN. Para el propósito de la ilustración, el receptor nuclear mostrado aquí es el receptor de hormona tiroidea (TR) formando un heterodímero con el receptor X retinoide. En ausencia de ligando, TR se encuentra unido a la proteína correpresora. Cuando el ligando está unido a TR, se produce la disociación del correpresor y el reclutamiento de la proteína coactivadora, que recluta proteínas adicionales como la ARN polimerasa, implicadas en la transcripción de los genes diana y su traducción a proteínas que resultará en un cambio de la función celular.

Los receptores nucleares (RNs) podrían ser clasificados con base en dos criterios distintos: según su mecanismo de acción o según su localización subcelular en ausencia de ligando.
Las sustancias pequeñas lipofílicas tales como hormonas naturales, difunden a través de la membrana celular y se unen a los receptores nucleares localizados en el citoplasma (RN tipo I) o en el núcleo (RN tipo II) de la célula. Esto produce un cambio en la conformación del receptor que, dependiendo de la clase de mecanismo subyacente (tipo I o II), pone en funcionamiento un cierto número de eventos que finalmente darán lugar a la activación o represión de la expresión génica. 
De este modo, los RNs podrían ser clasificados según estas cuatro clases de mecanismos:

### Tipo I
La unión del ligando a los RNs de tipo I en el citosol da lugar a la disociación de las proteínas de choque térmico, las que son requeridas para el retrotransporte del receptor en el citoplasma y el pasaje a través del poro nuclear. Una vez en el nucleoplasma, ocurre la disociación del complejo (o "transformación"), la homodimerización del receptor, y la unión a una secuencia específica de ADN conocida con el nombre de elemento de respuesta a hormonas (HREs). Estas secuencias HREs consisten en dos repeticiones invertidas separadas por una secuencia de ADN de longitud variable.
Entre los RNs de tipo I se incluyen miembros de la subfamilia 3, tales como el receptor androgénico, el receptor de estrógenos, el receptor de glucocorticoides y el receptor de progesterona.
El complejo RN/ADN, una vez formado, reclutará otra serie de proteínas implicadas en la transcripción de los genes diana y su traducción a proteínas que resultará en un cambio de la función celular.

### Tipo II
Los RNs de tipo II, al contrario de lo que sucede con los de tipo I, se mantienen en el núcleo independientemente de si su correspondiente ligando está o no unido, y se unen al ADN en forma de heterodímeros (normalmente, formando un complejo con el receptor X retinoide). En ausencia de ligando, los RNs de tipo II forman un complejo con proteínas correpresoras. Cuando el ligando está unido a TR, se produce la disociación del correpresor y el reclutamiento de proteínas coactivadoras, que recluta a su vez proteínas adicionales como la ARN polimerasa, implicadas en la transcripción de los genes diana.
Entre los RNs de tipo II se incluyen miembros de la subfamilia 1, tales como el receptor de ácido retinoico, el receptor X retinoide y el receptor de hormona tiroidea.

### Tipo III
Los RNs de tipo III, que incluye principalmente RNs de la subfamilia 2, son similares a los RNs de tipo I en cuanto a que ambos tipos se unen al ADN en forma de homodímeros. Sin embargo, RNs de tipo III, al contrario de lo que sucede con los de tipo I, se unen a repeticiones directas, en lugar de repeticiones invertidas, de los HREs en el ADN.
Los RNs de tipo III son receptores huérfanos, ya que sus ligandos aún son desconocidos.

### Tipo IV
Los RNs de tipo IV se unen al ADN en forma tanto de monómeros como de dímeros, pero solo uno de los dominios de unión a ADN del receptor se une a la mitad de la secuencia del HRE. Los RNs de tipo IV incluyen miembros de la mayoría de subfamilias de RNs.

## Proteínas correguladoras
Los receptores nucleares unidos al elemento de respuesta a hormonas reclutan un significativo número de proteínas adicionales (referidas como correguladores transcripcionales), que facilitan o inhiben la transcripción de los genes diana. Las funciones de estos correguladores son variadas e incluyen mecanismos que implican la remodelación de la cromatina (permitiendo una mayor o menor accesibilidad de la maquinaria transcripcional a los genes diana) o la estabilización de la unión de otras proteínas correguladoras.

### Coactivadores
La unión de ligandos agonistas a los receptores nucleares induce un cambio conformacional del receptor que implica un incremento de la afinidad de unión por proteínas coactivadoras. Estas proteínas suelen poseer actividad histona acetiltransferasa (HAT), que debilita la asociación de las histonas al ADN, y de este modo, facilita la transcripción de los genes diana.

### Correpresores
Por el contrario, la unión de ligandos antagonistas a los receptores nucleares induce un cambio conformacional del receptor que implica un incremento de la afinidad de unión por proteínas correpresoras. Estas proteínas reclutan enzimas con actividad histona deacetilasa (HDAC), que incrementa la afinidad de las histonas por el ADN, y de este modo, reprime la transcripción de los genes diana.

## Agonismo frente a antagonismo

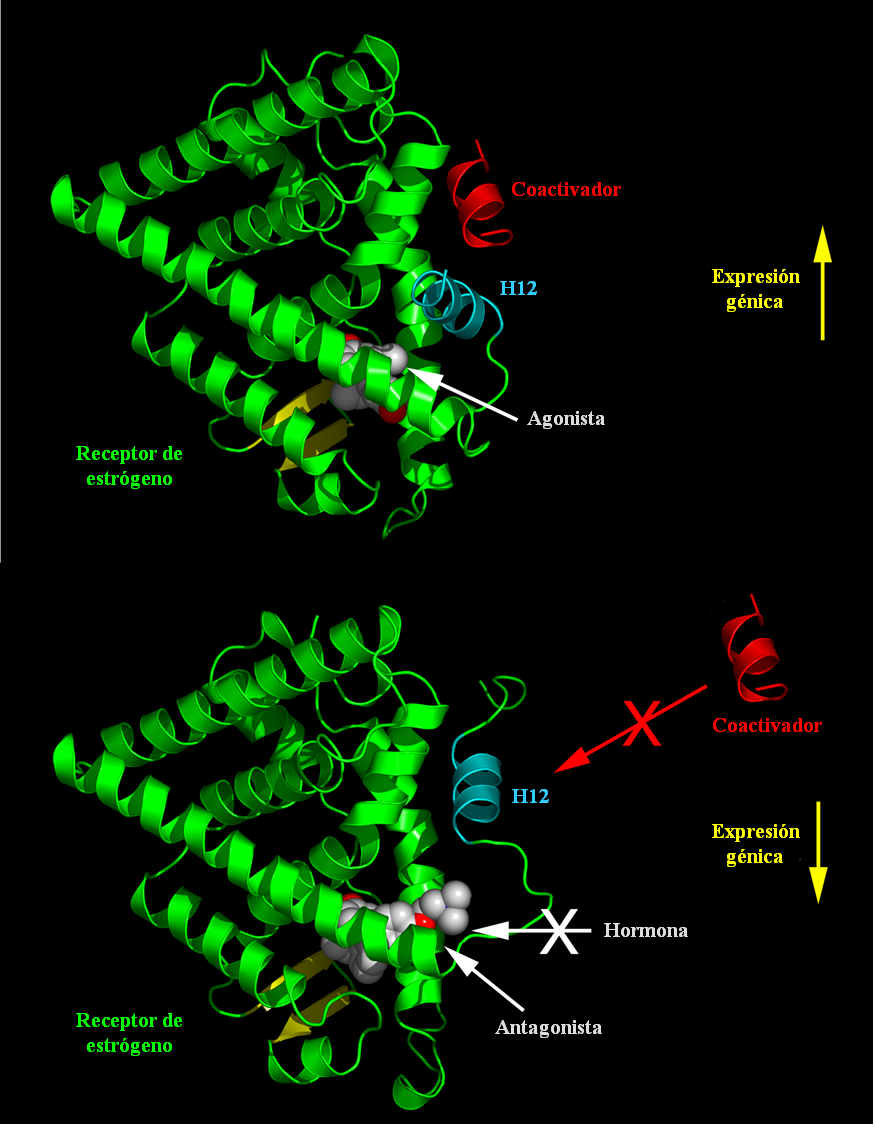
Base estructural del mecanismo de acción de agonistas y antagonistas sobre los receptores nucleares. Las estructuras mostradas en la figura corresponden al dominio de unión a ligando (LBD) del receptor de estrógenos (diagrama de cintas verdes) formando un complejo con el agonista dietilestilbestrol (arriba,) o con el antagonista 4-hidroxitamoxifeno (abajo,). Los ligandos son representados mediante esferas sólidas (blanco = carbono, rojo = oxígeno). Cuando un agonista se une a un receptor nuclear, la hélice alfa c-terminal del dominio LDB (H12, azul brillante) se sitúa de tal modo que el coactivador (rojo) puede unirse a la superficie del dominio. En la figura se muestra únicamente una pequeña parte de la proteína coactivadora, concretamente, la región denominada caja NR, que contiene la secuencia de aminoácidos LXXLL.^{α} Los antagonistas ocupan el mismo surco de unión a ligando de los receptores nucleares. Sin embargo, los ligandos antagonistas poseen una cadena lateral que desplaza por un efecto estérico la hélice alfa H12, y así poder ocupar la misma posición en el espacio que un coactivador unido. Por ello, en esta conformación, la unión de los coactivadores al dominio LBD queda bloqueada.

Dependiendo del receptor implicado, de la estructura química del ligando y del tejido que se vea afectado, los ligandos de receptores nucleares pueden generar gran diversidad de efectos en un rango muy amplio desde el agonismo al antagonismo.

### Agonistas
Cuando los ligandos endógenos (tales como hormonas del tipo del estradiol y la testosterona) se unen a sus correspondientes receptores nucleares suele ser para activar de algún modo la expresión génica, lo cual es referido como respuesta agonista. Los efectos agonistas de las hormonas endógenas también pueden ser mimetizados por ciertos ligandos sintéticos, como por ejemplo la dexametasona, un fármaco antiinflamatorio que se une al receptor de glucocorticoides. Los ligandos agonistas actúan mediante la inducción de un cambio conformacional en el receptor, que favorece la unión del coactivador (véase la imagen superior de la figura de la derecha).

### Antagonistas
Al contrario de lo observado con la dexametasona, existen otros ligandos sintéticos de receptores nucleares que no poseen aparentemente ningún efecto en la transcripción genética en ausencia de ligandos endógenos. Sin embargo, sí son capaces de bloquear el efecto del agonista estableciendo una competición por el mismo sitio de unión del receptor nuclear. Estos ligandos son referidos como antagonistas. Un ejemplo clásico de fármaco antagonista es la mifepristona, que se une a los receptores de glucocorticoides y progesterona bloqueando la actividad de las correspondientes hormonas endógenas, cortisol y progesterona, respectivamente. Los ligandos antagonistas actúan mediante la inducción de un cambio conformacional en el receptor, que impide la unión del coactivador y favorece la unión del correpresor (véase la imagen inferior de la figura de la derecha).

### Agonistas inversos
Finalmente, se han descrito algunos receptores nucleares que promueven un bajo nivel de transcripción en ausencia de agonistas (también referidos como actividad basal o constitutiva). Los ligandos sintéticos que reducen este nivel basal de actividad en los receptores nucleares son conocidos como agonistas inversos.

### Moduladores selectivos de receptor
Existen un cierto número de fármacos que, actuando a través de receptores nucleares, presentan una respuesta agonista en algunos tejidos y una respuesta antagonista en otros. Este comportamiento puede ser muy útil ya que permite mantener el efecto terapéutico beneficioso y deseado de un fármaco minimizando los efectos secundarios adversos. Los fármacos que poseen este perfil mixto agonista/antegonista son denominados moduladores selectivos de receptor (SRMs). Como ejemplos cabe destacar el modulador selectivo de los receptores estrogénicos (SERMs) y el modulador selectivo de los receptores de progesterona (SPRMs). El mecanismo de acción de los SRMs puede variar dependiendo de la estructura química del ligando y del receptor implicado, pero parece ser que muchos SRMs actúan promoviendo en el receptor un cambio conformacional intermedio entre el agonismo y el antagonismo. En aquellos tejidos donde la concentración de coactivador es más elevada que la de correpresor, el equilibrio virará hacia el agonismo. Por el contrario, si la concentración de correpresor es más elevada, el ligando se comportará como un antagonista.

## Mecanismos alternativos

### Transactivación y transrepresión
El mecanismo de acción más común de los receptores nucleares implica la unión directa del receptor nuclear al elemento de respuesta a hormonas. Este mecanismo es referido como transactivación. Sin embargo, algunos receptores nucleares no solo tienen la capacidad de unirse directamente al ADN, sino también a otros factores de transcripción. Esta unión suele dar lugar a la desactivación del segundo factor de transcripción en un proceso denominado transrepresión.

### No genómicos
Los efectos directos clásicos de los receptores nucleares en la regulación génica pueden tardar horas antes de que puedan hacerse visibles en las células, lo cual se debe al elevado número de pasos intermedios entre la activación del receptor nuclear y las variaciones en los niveles de expresión de las proteínas implicadas. No obstante, se ha observado que algunos efectos hormonales como el del estrógeno se producen en minutos tras su aplicación, lo cual no concuerda con el mecanismo de acción clásico de los receptores nucleares expuesto anteriormente. Mientras que la diana molecular de estos efectos no genómicos de los receptores nucleares aún no se ha demostrado categóricamente, se ha hipotetizado la existencia de variantes de receptores nucleares que se encuentran asociados a membrana, en lugar de localizarse en el núcleo o en el citoplasma. Además, estos receptores asociados a membrana actúan por medio de mecanismos alternativos de transducción de señales que no implican fenómenos de regulación génica.

## Familias de receptores nucleares

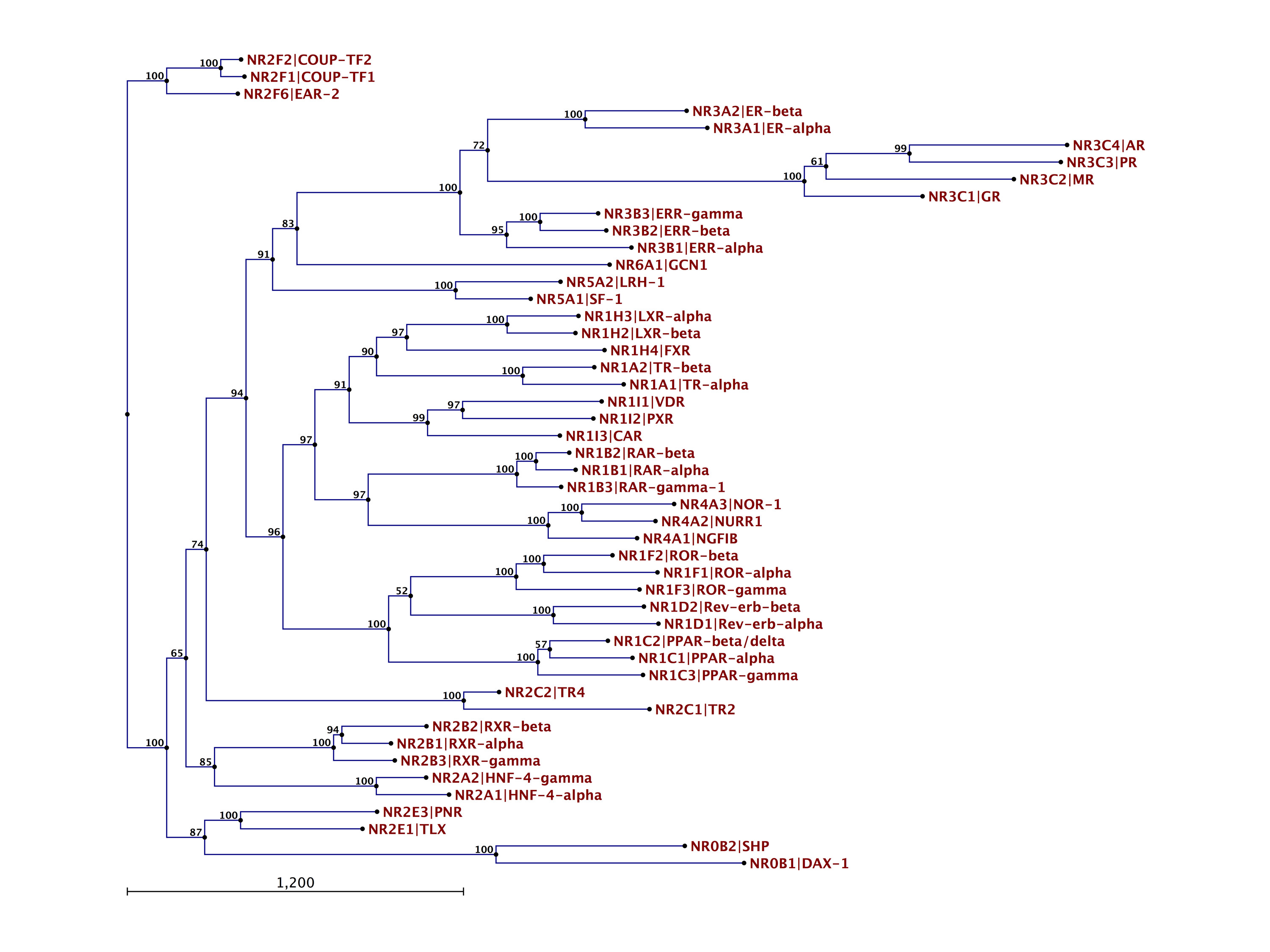
Árbol filogenético de los receptores nucleares.

A continuación se muestra una lista con los 48 receptores nucleares humanos conocidos hasta ahora, categorizados de acuerdo a la homología de secuencia. La nomenclatura utilizada ha sido la siguiente:

Subfamilia: nombre
Grupo: nombre (ligando endógeno si es común al grupo entero)
Miembro: nombre (abreviatura; Símbolo NRNC, gen) (ligando endógeno)

### Subfamilia 1: Receptores semejantes a los receptores de hormonas tiroideas
- Grupo A: Receptor de hormona tiroidea (Hormona tiroidea)
  - 1: Receptor de hormona tiroidea-α (TRα; NR1A1, HGNC THRA )
  - 2: Receptor de hormona tiroidea-β (TRβ; NR1A2, HGNC THRB )
- Grupo B: Receptor de ácido retinoico (Vitamina A y compuestos relacionados)
  - 1: Receptor de ácido retinoico-α (RARα; NR1B1, HGNC RARA )
  - 2: Receptor de ácido retinoico-β (RARβ; NR1B2, HGNC RARB )
  - 3: Receptor de ácido retinoico-γ (RARγ; NR1B3, HGNC RARG )
- Grupo C: Receptor activado por proliferadores de peroxisomas (ácidos grasos, prostaglandinas)
  - 1: Receptor activado por proliferadores de peroxisomas-α (PPARα; NR1C1, HGNC PPARA )
  - 2: Receptor activado por proliferadores de peroxisomas-β/δ (PPARβ/δ; NR1C2, HGNC PPARD )
  - 3: Receptor activado por proliferadores de peroxisomas-γ (PPARγ; NR1C3, HGNC PPARG )
- Grupo D: Rev-ErbA (hemo)
  - 1: Rev-ErbAα (Rev-ErbAα; HGNC NR1D1 )
  - 2: Rev-ErbAβ (Rev-ErbAβ; HGNC NR1D2 )
- Grupo F: Receptor huérfano asociado a RAR (colesterol, ATRA)
  - 1: Receptor huérfano asociado a RAR-α (RORα; NR1F1, HGNC RORA )
  - 2: Receptor huérfano asociado a RAR-β (RORβ; NR1F2, HGNC RORB )
  - 3: Receptor huérfano asociado a RAR-γ (RORγ; NR1F3, HGNC RORC )
- Grupo H: Receptor X hepático (oxiesterol)
  - 3: Receptor X hepático-α (LXRα; HGNC NR1H3 )
  - 2: Receptor X hepático-β (LXRβ; HGNC NR1H2 )
  - 4: Receptor X farnesoide (FXR; HGNC NR1H4 )
- Grupo I: Receptores de vitamina D
  - 1: Receptor de vitamina D (VDR; NR1I1, HGNC VDR ) (vitamina D)
  - 2: Receptor X pregnano (PXR; HGNC NR1I2 ) (xenobióticos)
  - 3: Receptor de androstano constitutivo (CAR; HGNC NR1I3 ) (androstano)

### Subfamilia 2: Receptores semejantes a los receptores X retinoides
- Grupo A: Factor nuclear de hepatocito 4 (HNF4) (ácidos grasos)
  - 1: Factor nuclear de hepatocito 4-α (HNF4α; NR2A1, HGNC HNF4A )
  - 2: Factor nuclear de hepatocito 4-γ (HNF4γ; NR2A2, HGNC HNF4G )
- Grupo B: Receptor X retinoide (RXR) (retinoides)
  - 1: Receptor X retinoide-α (RXRα; NR2B1, HGNC RXRA )
  - 2: Receptor X retinoide-β (RXRβ; NR2B2, HGNC RXRB )
  - 3: Receptor X retinoide-γ (RXRγ; NR2B3, HGNC RXRG )
- Grupo C: Receptor testicular
  - 1: Receptor testicular 2 (TR2; HGNC NR2C1 )
  - 2: Receptor testicular 4 (TR4; HGNC NR2C2 )
- Grupo E: TLX/PNR
  - 1: Homólogo humano del gen tailless de Drosophila (TLX; HGNC NR2E1 )
  - 3: Receptor nuclear específico de fotorreceptor (PNR; HGNC NR2E3 )
- Grupo F: COUP/EAR
  - 1: Factor de transcripción del promotor de la ovoalbúmina de pollo I (COUP-TFI; HGNC NR2F1 )
  - 2: Factor de transcripción del promotor de la ovoalbúmina de pollo II (COUP-TFII; HGNC NR2F2 )
  - 6: Gen asociado a V-erbA (EAR-2; HGNC NR2F6 )

### Subfamilia 3: Receptores semejantes a los receptores de estrógenos
- Grupo A: Receptor de estrógeno (Hormonas sexuales: estrógeno)
  - 1: Receptor de estrógeno-α (ERα; NR3A1, HGNC ESR1 )
  - 2: Receptor de estrógeno-β (ERβ; NR3A2, HGNC ESR2 )
- Grupo B: Receptor asociado a estrógeno
  - 1: Receptor asociado a estrógeno-α (ERRα; NR3B1, HGNC ESRRA )
  - 2: Receptor asociado a estrógeno-β (ERRβ; NR3B2, HGNC ESRRB )
  - 3: Receptor asociado a estrógeno-γ (ERRγ; NR3B3, HGNC ESRRG )
- Grupo C: Receptores cetosteroides
  - 1: Receptor de glucocorticoides (GR; HGNC NR3C1 ) (Cortisol)
  - 2: Receptor de mineralocorticoides (MR; HGNC NR3C2 ) (Aldosterona)
  - 3: Receptor de progesterona (PR; NR3C3, HGNC PGR ) (Hormonas sexuales: progesterona)
  - 4: Receptor androgénico (AR; NR3C4, HGNC AR ) (Hormonas sexuales: testosterona)

### Subfamilia 4: Receptores semejantes a los factores de crecimiento nervioso IB
- Grupo A: NGFIB/NURR1/NOR1
  - 1: Factor de crecimiento nervioso IB  (NGFIB; HGNC NR4A1 )
  - 2: Receptor nuclear asociado 1 (NURR1; HGNC NR4A2 )
  - 3: Receptor nuclear huérfano derivado de neuronas 1 (NOR1; HGNC NR4A3 )

### Subfamilia 5: Receptores semejantes a los factores esteroidogénicos
- Grupo A: SF1/LRH1
  - 1: Factor esteroidogénico 1 (SF1; HGNC NR5A1 ) (fosfolípidos)
  - 2: Receptor homólogo hepático 1 (LRH-1; HGNC NR5A2 )

### Subfamilia 6: Receptores semejantes a los factores nucleares de células germinativas
- Grupo A: GCNF
  - 1: Factor nuclear de células germinativas (GCNF; HGNC NR6A1 )

### Subfamilia 0: Miscelánea
- Grupo B: DAX/SHP
  - 1: Hipogonadismo sensible a dosis, región crítica de la hipoplasia adrenal, en cromosoma X, gen 1 (DAX1, HGNC NR0B1 )
  - 2: Proteína heterodimérica pequeña (Shp; HGNC NR0B2 )
- Grupo C: Receptores nucleares con dos dominios de unión a ADN (2DBD-NR) (Una nueva subfamilia)[33][34]

## Historia
A continuación, se muestra una breve cronología de los eventos más notables en la historia de la investigación de los receptores nucleares:
- 1905 – Ernest Starling acuña la palabra hormona.
- 1926 – Edward Calvin Kendall y Tadeus Reichstein aíslan y determinan la estructura de la cortisona y de la tiroxina.
- 1929 – Adolf Butenandt y Edward Adelbert Doisy aíslan y determinan, de forma independiente, la estructura del estrógeno.
- 1961 – Elwood Jensen aísla el receptor de estrógeno.
- 1980s – Pierre Chambon, Ronald Evans y Björn Vennström clona aíslan los receptores de estrógeno, de glucocorticoides y de hormona tiroidea, respectivamente.
- 2004 – Pierre Chambon, Ronald Evans, y Elwood Jensen son galardonados con el Premio Albert Lasker por Investigación Médica Básica, el cual suele preceder frecuentemente a la concesión del Premio Nobel en Medicina o Fisiología.